# Europahymnen
Europahymnen består av en del av den sista satsen av Ludwig van Beethovens nionde symfoni, som är en musiksättning till Friedrich von Schillers dikt Till glädjen.
Melodin används bland annat också som tonsättning till dikten Visan om solen, månen och planeterna av Betty Ehrenborg och i en visa om månaderna som börja Januari börjar året.
Europahymnen antogs 1972 av Europarådet som hymn för Europa. 1985 antogs den även som hymn för Europeiska gemenskaperna, sedermera Europeiska unionen.
På grund av det stora antalet språk som används i Europeiska unionen är hymnen rent instrumental, och den tyska texten av Friedrich Schiller har ingen officiell status. Det finns även en relativt populär text på latin som börjar med "Est Europa nunc unita".
Hymnen valdes som utgångsmarch vid prins Carl Philips vigsel med Sofia Hellqvist den 13 juni 2015.